# Королевский парк
Королевский парк — парк, расположенный в центральной части города Подгорица (Черногория).

## Географическое положение
Парк находится в самом центре города напротив отеля сети Hilton и расположен вдоль бульвара Святого Петра Цетиньского по берегу извилистой реки Рибницы — притока реки Морача.

## Описание
После реконструкции 2015 года в Королевском парке появились удобные скамейки, красивый современный фонтан, новые фонари, система орошения газонов, крытые беседки с шахматными столами и детская игровая площадка.
В парке не бывает многолюдно и всегда можно найти место, чтобы посидеть и отдохнуть от жары или городской суеты.

## История
Парк был заложен в 1910 году в честь коронации Николы I Петровича Негоша и назван Королевским парком (Kraljev park).

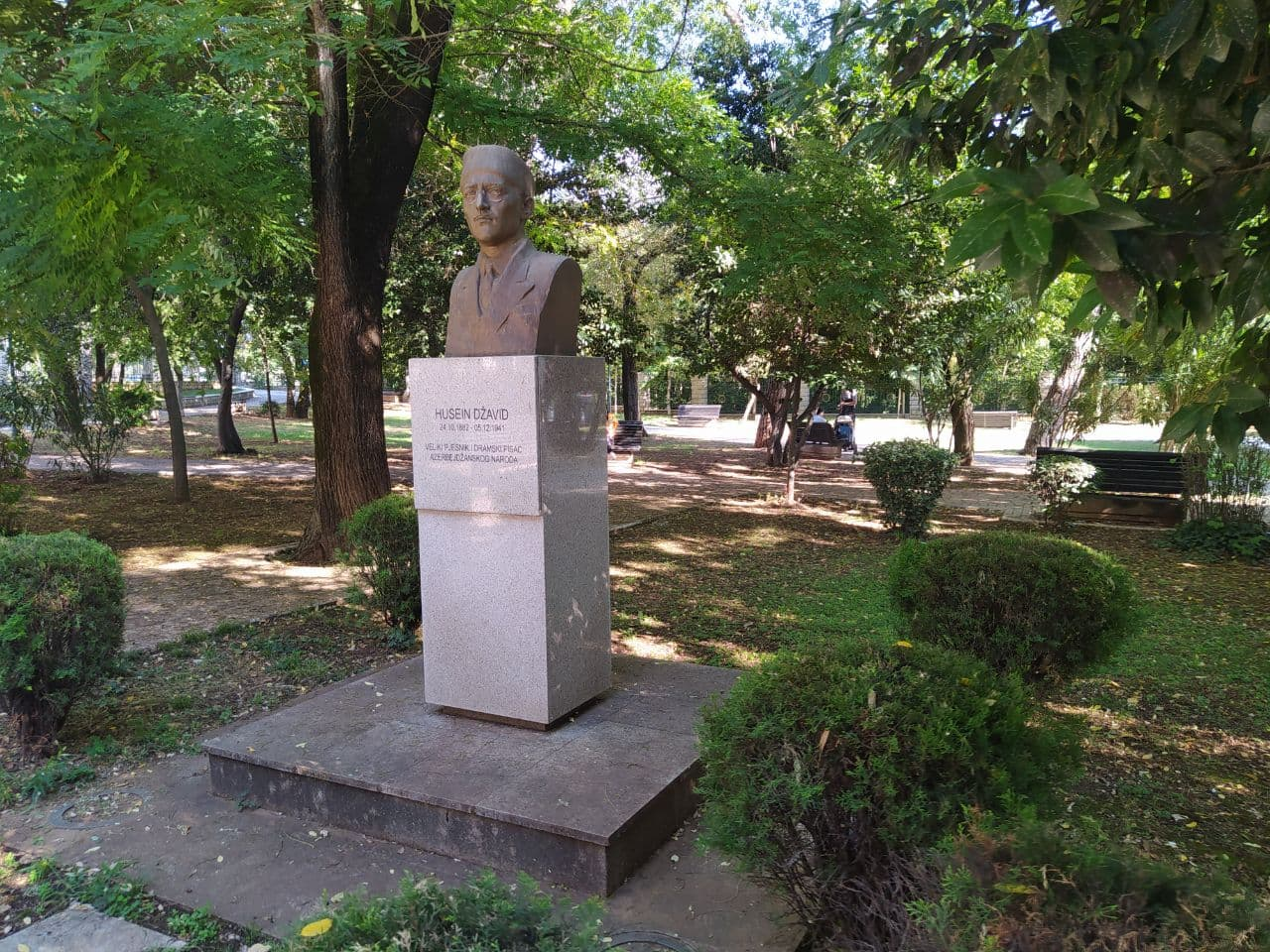
Бюст азербайджанского поэта Джавида Гусейна

В 2015 году парк был полностью реконструирован. Возрождение парка произошло благодаря правительству Азербайджана, выделившему 1 млн евро на его реконструкцию.
Посол Азербайджана в Черногории Эльдар Хасанов заявил, что Королевский парк является символом дружеских отношений Азербайджана и Черногории, сотрудничества между двумя государствами. Также, по его словам, реконструкция парка — это личная инициатива президента Азербайджана Ильхама Алиева.
На открытии отреставрированного Королевского парка присутствовали премьер-министр Черногории Мило Джуканович, а также многочисленные представители правительства Черногории и столичные чиновники.
В 2022 году в парке произошло обрушение грунта и он был закрыт для посещения. Специалисты занимаются изучением появившегося провала и его устранением.

## Достопримечательности
В Королевском парке установлены бюсты двух великих деятелей — первого сербского печатника и издателя Божидара Вуковича и азербайджанского поэта и драматурга Гусейна Джавида.
Бюст Божидара Вуковича был воссоздан по образцу 1939 года.